# Suzan Kahramaner
Suzan Kahramaner (Scutari, 21 maggio 1913 – Istanbul, 22 febbraio 2006) è stata una matematica turca, tra le prime donne a svolgere questa professione nel suo paese.

## Biografia

### Infanzia e studi
Kahramaner nacque da Müzeyyen Hanım, figlia del tesoriere distrettuale di Aleppo, e dal chirurgo Rifki Osman Bey. Tra il 1919 e il 1924 studiò presso la scuola elementare Moda Nümune Inas, poi proseguì al liceo privato francese Notre Dame De Sion e infine si laureò in francese nel 1934.
All'indomani delle riforme dell'istruzione superiore condotte nel 1933, il Darülfunun, che era l'unico istituto di istruzione superiore nel paese, fu modernizzato e ribattezzato Università di Istanbul, dove Kahramaner iniziò i suoi studi universitari nel 1934 presso il Dipartimento di matematica e di astronomia. Tra i suoi docenti vi furono molti matematici conosciuti, tra cui Ali Yar, Kerim Erim, Richard von Mises, Hilda Geiringer e William Prager. Dopo la laurea conseguita nel 1939 intraprese la carriera di ricercatrice nel campo della fisica, poi nel 1943 intraprese gli studi di dottorato sui problemi di coefficiente nella teoria delle funzioni complesse.

### Carriera

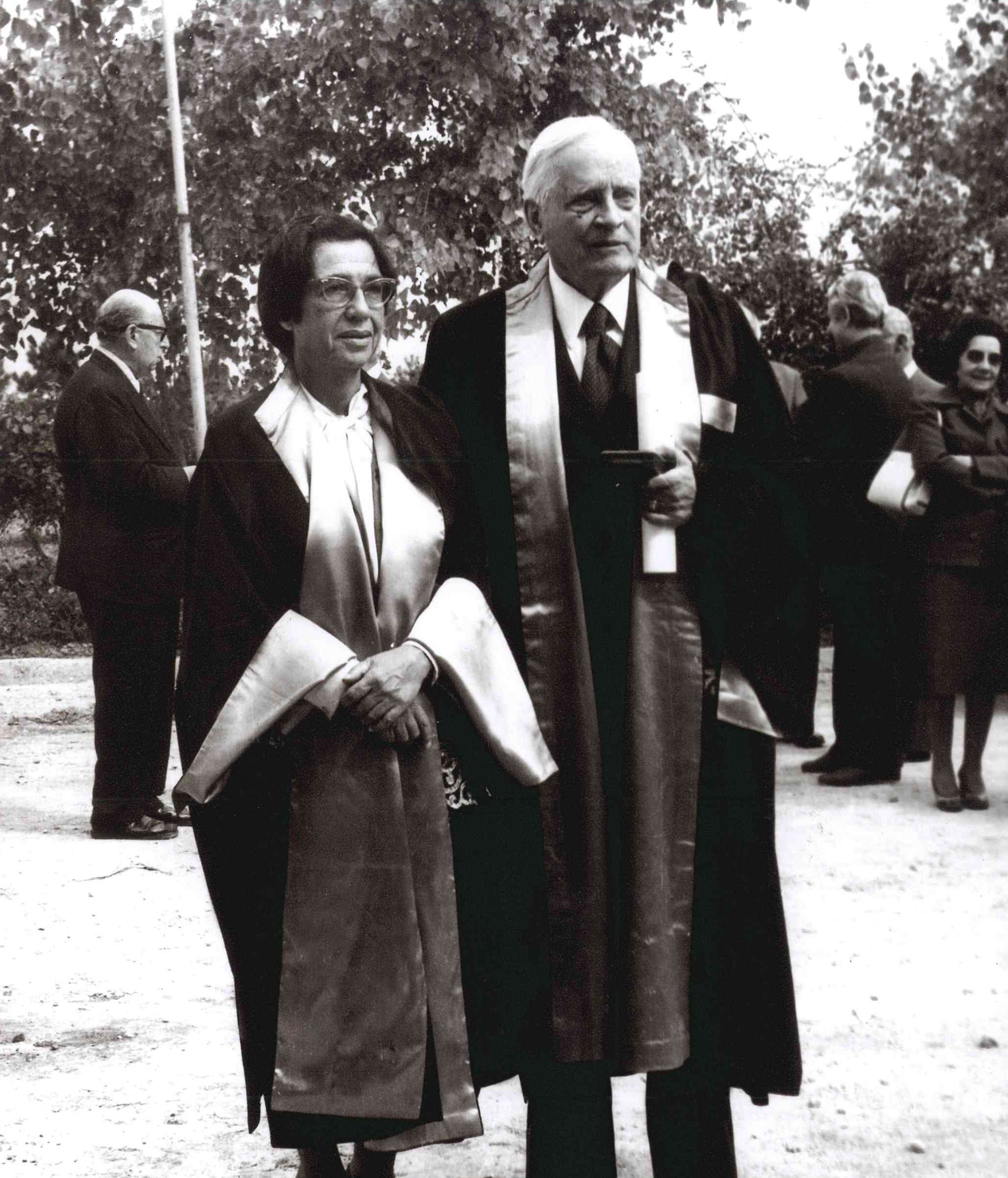
Suzan Kahramaner e Rolf Nevanlinna

Dal 1940 al 1943 Kahramaner insegnò matematica presso la scuola femminile di Çamlıca, poi lavorò come assistente alla didattica per i corsi di Analisi I e Analisi II presso il Dipartimento di Matematica della Facoltà di Scienze dell'Università di Istanbul. Fu una delle prime donne del suo paese a conseguire un dottorato di ricerca in matematica.
Nel gennaio del 1957 fu mandata da Rolf Nevanlinna all'Università di Helsinki per svolgere delle ricerche sulla teoria delle funzioni complesse. Partecipò al Congresso scandinavo dei matematici e all'International Colloquium on the Theory of Functions, ed ebbe l'opportunità di incontrare alcuni noti colleghi come Ernst Hölder, Wilhelm Blaschke, Lars Valerian Ahlfors, Paul Montel, Olli Lehto, Mieczysław Biernacki, Aleksandr Osipovič Gel'fond, Albert Pfluger, Wilfred Kaplan, Walter Hayman e Paul Erdős.
Nel novembre 1957 si recò a Zurigo per continuare le sue ricerche, poi nell'agosto 1958 partecipò al Congresso internazionale dei matematici a Edimburgo tenuto dall'Unione matematica internazionale, dove furono assegnate le medaglie Fields di quell'anno. Tornata a Istanbul, nell'autunno del 1959 vinse la borsa di studio della NATO che le consentì di lavorare all'Università di Zurigo dal 1959 al 1960, poi condusse delle ricerche presso l'Università di Stanford e l'Università di Helsinki fino al suo rientro in Turchia. Partecipò al Congresso internazionale dei matematici tenutosi a Stoccolma nell'agosto del 1962. Dopo nuovi incarichi a Helsinki e a Zurigo, nell'agosto del 1966 aderì al Congresso internazionale dei matematici di Mosca. A Helsinki completò la sua tesi di professore intitolata Sur les singularites d'une application différentiable nel 1968, indi condusse studi scientifici in diverse università a Londra, Parigi, Zurigo e Nizza nel 1970.
Kahramaner contribuì alla fondazione dell'Unione dei matematici dei Balcani, realizzata con la partecipazione di Romania, Jugoslavia, Grecia, Bulgaria e Turchia. Nel 1973 condusse delle ricerche con O. Lehto, Menahem Max Schiffer, O. Tammi, Cevdet Kocak e H. Minc, poi nel 1976 entrò a far parte del Seminario e del Simposio internazionale sulla teoria delle funzioni dell'Istituto di ricerca matematica di Silivri. Nello stesso anno le venne conferita la medaglia dell'Università di Jyväskylä.
Dal 1978 al 1979 fu a capo del Dipartimento di Matematica dell'Università di Istanbul. In quegli anni supervisionò le tesi di dottorato di Ahmet Dernek, Rıfkı Kahramaner e Yasar Polatoglu.
Dopo quarant'anni passati nel mondo accademico andò in pensione nel 1983. Ciò nonostante continuò per tutta la vita a fare ricerca. Morì a Istanbul il 22 febbraio 2006. Sia suo figlio H. Rifki Kahramaner che sua nuora Yasemin Kahramaner sono professori di matematica.

## Premi e riconoscimenti
Kahramaner ricevette la Spada della Guerra d'Indipendenza dal Rotary Club Halic in occasione del 75º anniversario della Repubblica Turca.

## Pubblicazioni (parziali)
Kahramaner, che era fluente in inglese, francese, tedesco e arabo, fu autrice di innumerevoli articoli scientifici, alcuni dei quali sono:
- Sur les fonctions analytiques qui prénnent la meme valeur o des valeurs données en deux points donnés (ou en m points donnés), Revue de la faculté des sciences de l'université d'Istanbul, Série A, vol. 20, 1955.
- Ein verzerrungssatz des argumentes der schlichten funktionen, (con Nazim Terzioglu) Revue de la faculté des sciences de l'université d'Istanbul, Série A, vol. 20, 1955.
- Über das argument der anlytischen funktionen, (con Nazim Terzioglu) Revue de la faculté des sciences de l'université d'Istanbul, Série A, vol. 21, 1956.
- Sur le comportement d'une représentation presque-conforme dans le voisinage d'un point singolo, Revue de la faculté des sciences de l'université d'Istanbul, Série A, vol. 22, 1957.
- Sur les applications différentiables du plan complexe, Revue de la faculté des sciences de l'université d'Istanbul, Série A, vol. 26, 1961.
- Sur les coefficients des fonctions univalents, Revue de la faculté des sciences de l'université d'Istanbul, Série A, vol. 28, 1962.
- Modern Mathematical Methods and Models Volume I: Multicomponent Methods (A Book of Experimental Text Materials), (Traduzione da The Dartmouth College Writing Group; EJ Cogan, RL Davis, JG Kemeny, RZ Norman, JL Snell e GL Thompson) Malloy Inc., Ann Arbor, Michigan, ABD, 1958.
- Sur l'argument des fonctions univalentes, Revue de la faculté des sciences de l'université d'Istanbul, Série A, vol. 32, 1967.